# Clermont (Oise)
Clermont é uma comuna francesa na região administrativa de Altos da França, no departamento de Oise. Estende-se por uma área de 5,81 km². Em 2010 a comuna tinha 10 403 habitantes (densidade: 1 790,5 hab./km²).